# Parcul Național Rila
Parcul Național Rila (bulgară Национален парк „Рила“) este cel mai mare parc național din Bulgaria, care se întinde pe o suprafață de 810,46 km2 (312,92 mi2; 200.270 acri) în zona muntoasă Rila, în sud-vestul țării. A fost înființat la 24 februarie 1992 pentru protejarea mai multor ecosisteme de importanță națională. Altitudinea sa variază de la 800 m (2.600 ft) lângă Blagoevgrad la 2.925 m (9.596 ft) la vârful Musala, cel mai înalt vârf din Peninsula Balcanică. Există 120 de lacuri glaciare, printre care se numără Șapte Lacuri Rila proeminente. Multe râuri au izvorul lor în parcul național, inclusiv cel mai lung râu în întregime în Balcani, Marița și cel mai lung râu în întregime în Bulgaria, Iskăr.
Parcul național ocupă teritoriul a 4 din cele 28 de provincii ale țării: Sofia, Kyustendil, Blagoevgrad și Pazardjik. Acesta include patru rezervații naturale: Parangalița, Rezervația Centrală Rila, Ibar și Skakavița.

## Legături externe
- „Official site of the Rila National Park”. Accesat în 7 februarie 2015.